# سوء التغذية العضلي
عسر النمو العَضلي أو الحثل العضلي أو سوء التغذية العضلي أو فساد عضلي وهو اضطراب جيني نادر، يتقمّص عدّة مظاهر؛ منه الكلّي الخطير (حثل دِوشين دو بولونْيْ)، يصيب الذّكور فقط ويترك الإناث، يبدؤ مبكّرا في الطّفولة بإصابة الحزامين الحوضي (مشية مترنّحة وصعوبة القيام بعد الجلوس وصعوبة ارتقاء السّلالم..) والكتفي ثمّ تنتقل الإصابة إلى الجذع فالوجه فعامّة العضلات (محدثا تشوّهات) حتّى في القلب والتّنفّس مميتان، وهناك إصابات حِثلية أخرى عديدة متأخرة وبطيئة التّطوّر وغير خطيرة تسمح بحياة عادية تقريبا. 

## الأسباب
الدستروفين
هذه الحالات موروثة عمومًا، وتتبع الضمور العضلي أنماط الوراثة المختلفة. يمكن أن يرث الأفراد الحثل العضلي كاضطراب مرتبط بالأكسجين أو اضطراب متنحي أو مهيمن. علاوة على ذلك، يمكن أن يكون طفرة عفوية مما يعني وجود أخطاء في تكرار الحمض النووي والآفات العفوية. الآفات العفوية ناتجة عن أضرار طبيعية للحمض النووي، حيث الأكثر شيوعًا هي إزالة الرطوبة.
تم العثور على بروتين الدستروفين في غشاء ليف العضلات. طبيعتها الحلزونية تسمح لها بالتصرف مثل نابض أو ممتص صدمات. يربط الدستروفين الأكتين في الهيكل الخلوي والدستروجليكان في غشاء بلازما الخلايا العضلية، المعروف باسم الساركوليما (خارج الخلية). بالإضافة إلى التثبيت الميكانيكي، ينظم الديستروفين أيضًا مستويات الكالسيوم. يقع جين ديستروفين على كروموسوم إكس. في الذكور، يحتوي كروموسوم لون X على جين واحد فقط من ديستروفين. إذا كان هناك طفرة في هذا الجين، فستفتقد عضلات الذكر للديستروفين وتتحلل ببطء؛ تم تحديد طفرات في الجين الديستروفين كسبب لـ حثل العضلى من قبل باحثين رابطة الضمور العضلي في عام 1986. لدى الأنثى دائمًا جينات الديستروفين واحدة على كل كروموسوم X، وحتى إذا كان أحد هذه الجينات لا يعمل، فإن الجين الآخر يكفي للحفاظ على مستويات الديستروفين عالية بما فيه الكفاية للحفاظ على وظيفة العضلات في كل من عضلات القلب والهيكل العظمي. ومع ذلك، فقد أظهرت الأبحاث أن أقلية صغيرة من الإناث اللاتي لديهن جين يعمل الديستروفين العامل وغير العامل يمكن أن تظهر عليه أعراض حثل عضلى أظهرت الدراسات الحديثة على تفاعل البروتينات مع طفرات خاطئة وجيرانها درجة عالية من الصلابة. يرتبط بالبروتينات المركزية المركزية المشاركة في ربط البروتينات والشبكات الفرعية المرنة ذات الوظائف الجزيئية المرتبطة بالكالسيوم.

## العلاج
ليس الحثل العضلي الوراثي علاج عقاري فعّال، وإنّما يتطلّب ترويضا طبّيا خاصّا لتحسين حالة المريض الحركية وتدخّلات جراحية لتقويم التّشوّهات واحتياطات حتّى لا تُرهَق العضلات (إذ ليس معنى عدم القدرة على تسلّق السّلالم.. قلّة التّدريب، ومن الاحتياطات الواجب اتباعها زواج الفتيات حاملة الصفة الوراثية إجراء فحص للجنين في بداية الحمل قبل تخليق الجنين أو إجراء التخصيب المخبرى «أطفال الانابيب» للاجنة السليمة -والتأكد من عدم انتقال الصفة الوراثية وبالتالى انتقال المرض إلى الأولاد- واجهاض الجنين قبل تخليقه،ومن الجدير بالذكر ان الذكر المصاب بالمرض لا ينقل الصفة الوراثية لأبناءه في حالة زواجه من سليمة. اى ان الانثي حاملة الصفة تنقل الصفة رغم انها لا تظهر عليها اعراض المرض بتاتا اماالذكر وان كان مصابا وظاهره عليه اعراض المرض فانه لا ينقل الصفة.حيث ان الصفة تحمل على الكروموسوم إكس.

## تاريخيا
```
في عام 1860، أصبحت أوصاف الأولاد الذين أصبحوا أضعف تدريجيًا وفقدوا القدرة على المشي وتوفيوا في سن مبكرة أكثر بروزًا في المجلات الطبية. في العقد التالي،
[
14
]
 لقدم عالم الأعصاب الفرنسي غيوم دوشين وصفًا شاملاً لأكثر أشكال المرض شيوعًا وشدة، والذي يحمل اسمه الآن الحثل العضلي الدوشيني
```

## التصنيف
| حثل بيكر العضلي | 300376   | DMD      | حثل بيكر العضلي (BMD) هو نوع أقل شدة من حثل دوشين العضلي وينتج عن إنتاج شكل حثل مقطوع، لكن وظيفي جزئيًا عن الدستروفين البقاء على قيد الحياة عادة ما يكون في سن الشيخوخة ويصيب الأولاد فقط (مع استثناءات نادرة للغاية | |                | |                       |        |        | |
| حثل عضلي خلقي   | Multiple | Multiple | | العمر عند البدء هو الولادة، وتشمل الأعراض ضعف العضلات العام وتشوهات المفاصل المحتملة، والمرض يتقدم ببطء، ويقصر عمر المريض. يتضمن حثل العضلي الخلقي العديد من الاضطرابات مع مجموعة من الأعراض. قد يكون تنكس العضلات خفيفًا أو شديدًا. قد تقتصر المشكلات على العضلات والهيكل العظمي، أو يمكن أن يقترن تنكس العضلات بالتأثيرات على المخ والأنظمة الأخرى للأعضاء. تنجم عدة أشكال من حثل العضلات الخلقية عن عيوب في البروتينات التي يعتقد أن لها علاقة ما بمركب بروتين الدستروفين السكري والصلات بين الخلايا العضلية وهيكلها الخلوي المحيط بها. تظهر بعض أشكال حثل العضلي الخلقي تشوهات دماغية حادة، مثل السعال واستسقاء الرأس. يتراوح العمر الافتراضي بين 15 و 45، على الرغم من وجود استثناءات قليلة. حدد الباحثون الجين الذي يصيب ديستروفين البروتين، والذي، عندما يتغيب، يسبب حثل دوتشين نظرًا لأن الجين موجود على كروموسوم X، فإن هذا الاضطراب يصيب الذكور في المقام الأول، والإناث اللائي يحملن أعراض أكثر اعتدالًا. تحدث طفرات متفرقة في هذا الجين بشكل متكرر. دستروفين هو جزء من بنية معقدة تنطوي على العديد من مكونات البروتين الأخرى. يساعد "مجمع بروتين الدوستفرين " في ترسيخ الهيكل العظمي الهيكلي (الهيكل الخلوي) داخل خلايا العضلات، من خلال الغشاء الخارجي (sarcolemma) لكل خلية، إلى إطار الأنسجة (المصفوفة خارج الخلية) التي تحيط بكل خلية. بسبب العيوب في هذا التجمع، يؤدي تقلص العضلات إلى تعطيل الغشاء الخارجي للخلايا العضلية وإضعاف العضلات وإضاعةها في نهاية المطاف. اعتلال ميوشي، أحد حَثَلُ العَضَلاَتِ القاصِيَة، يسبب ضعفًا أوليًا في عضلات ربلة الساق، ويتسبب عن عيوب في نفس الجين المسؤول عن أحد أشكال حثل عضلات الأطراف الحركية. الأنواع الفرعية الثلاثة لإيمري-دريفوس قابلة للتمييز حسب نمط الميراث الخاص بهم:.X- المترابط، التلقائي المهيمن، والمتنحي التلقائي النموذج X- المرتبط هو الأكثر شيوعًا. كل نوع يختلف في انتشار والأعراض. يحدث المرض بسبب طفرات في جين LMNA، أو أكثر شيوعًا، في جين EMD. كلا الجينات ترميز لمكونات البروتين من المغلف النووي. ومع ذلك، كيف تسبب هذه الطفرات التسبب في المرض ليست مفهومة جيدا. |                | |                       |        |        | |
|                 | 158900   | DUX4     | الحَثَلُ العَضَلِيُّ الوَجْهِيُّ الكَتِفِيُّ العَضُدِيُّ العضلات في الوجه والكتفين والذراعين العلويين مع الضعف التدريجي. تتطور الاعراض عاده في مرحله البلوغ المبكر (المراهقون المتاخرون) ؛ يصاب الافراد المتضررون باعاقه شديده. نمط الميراث هو المهيمن التلقائي، علي الرغم من حدوث عدد من الطفرات العفوية. هناك حاجه إلى اثنين من العيوب لل FHHD، والتي توفر للمرة الاولي نظرية موحده لعلم الوراثة الاساسيه. تحدث المراه البشرية في الذكور والإناث. | حثل التأتر العضل | 160900, 602668 | DMPK, CNBP حثل العضلي العضلي هو حالة سائدة وراثيّة تظهر مع توتر العضلات (تأخر استرخاء العضلات)، إضافة إلى هزال العضلات وضعفها. يختلف حَثَلُ التَّأَتُّرِ العَضَلِيّ في شدته ومظاهره ويؤثر على العديد من أجهزة الجسم بالإضافة إلى عضلات الهيكل العظمي، بما في ذلك القلب وأعضاء الغدد الصماء والعينين. تظهر جميع حَثَلُ عَضَلاَتِ حِزامِ الطَّرَف توزيعا مماثلا لضعف العضلات، مما يؤثر على كل من الذراعين والساقين. تم التعرف على العديد من أشكاله، والتي تظهر أنماطًا مختلفة من الميراث (جسمية مقهورة مقابل جسمية جسمية). في نمط راثي متنحي من الميراث، يتلقى الفرد نسختين من الجين المعيب، واحدة من كل والد. المتنحية هي أكثر تواترا من الأشكال السائدة، وعادة ما يكون ظهور الطفولة أو المراهقة. حَثَلُ عَضَلاَتِ حِزامِ الطَّرَف المهيمنة عادة ما تظهر بداية الكبار. ارتبطت بعض الأشكال المتنحية بعيوب في البروتينات التي تشكل مجمع بروتين الدستروفين. | الحثل العيني البلعومي | 164300 | PABPN1 | الحَثَلُ العَينِيُّ البُلْعومِي ّالعمر في بداية 40 إلى 70 سنة؛ تؤثر الأعراض على عضلات الجفون والوجه والحلق تليها ضعف عضلات الحوض والكتف. ويعزى ذلك إلى توسع قصير في الجينوم الذي ينظم ترجمة بعض الجينات إلى بروتينات وظيفية. |

|-

## إداريا
حاليا، لا يوجد علاج لضمور العضلات. من حيث الاداره، والعلاج الطبيعي، والعلاج الوظيفي، والتدخل تقويم العظام (على سبيل المثال، الكاحل القدم العظام) ، العلاج بالكلام، والعلاج التنفسي قد يكون مفيدا القشرية منخفضه الكثافة مثل البريدنيزون، وقد يساعد الانكماش العضلي علي الحفاظ علي تناغم العضلات. قد تكون هناك حاجه إلى الاجهزه التقويمية (أدوات تقويم العظام المستخدمة للدعم) وجراحه تقويم العظام التصحيحية لتحسين نوعيه الحياة في بعض الحالات. قد تتطلب المشاكل القلبية التي تحدث مع الضمور العضلي الذي يحدث مع EDMD وجهاز تنظيم ضربات القلب. ويمكن علاج ميوفونيا (تاخر الاسترخاء في العضلات بعد انكماش قوي) الذي يحدث في ضمور العضلات العضلية مع الادويه مثل الكينين.
العلاج المهني يساعد الفرد مع الحثل العضلى للانخراط في أنشطه الحياة اليومية (مثل التغذية الذاتية وأنشطه الرعاية الذاتية) والانشطه الترفيهية علي المستوي الأكثر استقلالا ممكن. ويمكن تحقيق ذلك باستخدام المعدات التكيفيه أو استخدام تقنيات حفظ الطاقة. وقد يؤدي العلاج المهني إلى إدخال تغييرات علي بيئة الشخص، سواء في المنزل أو العمل، لزيادة وظيفة الفرد وامكانيه الوصول اليه؛ وعلاوة علي ذلك، فانه يتناول التغييرات النفسانية والاجتماعية والتدهور المعرفي التي قد تصاحب MD، ويوفر الدعم والتثقيف حول هذا المرض للاسره والفرد.

## توقعات سير المرض
توقعات سير المرض يعتمد على شكل فردي من الحثل العضلى. في بعض الحالات، سصبح الشخص المصاب بمرض عضلي أضعف تدريجيًا إلى الحد الذي يؤدي إلى تقصير عمر المريض بسبب مضاعفات القلب والتنفس. ومع ذلك، فإن بعض أمراض العضلات لا تؤثر على متوسط العمر المتوقع على الإطلاق، وتحاول الأبحاث الجارية العثور على علاجات وعلاجات لإبطاء ضعف العضلات.

## بحثيا
أجرت منظمة الصحة العالمية تجارب على نظام الستيرويد الأمثل للدواء، في المملكة المتحدة في عام 2012. فيما يتعلق بالبحوث داخل الولايات المتحدة، فإن المؤسسات الرئيسية الممولة من الحكومة الفيدرالية والتي تركز على أبحاث الضمور العضلي، بما في ذلك العلاج الجيني والطب التجديدي، هي المعهد الوطني للاضطرابات العصبية والسكتة الدماغية، والمعهد الوطني لالتهاب المفاصل وأمراض العضلات والعظام والجلد، المعهد الوطنى لصحة الطفل والتنمية.
في عام 1966، بدأت رابطة الحثل العضلي التابعه لجيرى لويس السنوي، والذي ربما يكون قد بذل المزيد من الجهد لرفع الوعي حول حثل العضلات أكثر من أي حدث أو مبادرة أخرى. ومع ذلك، فقد انتقد المدافعون عن حقوق الإعاقة التيليثون لتصوير ضحايا المرض على أنهم يستحقون الشفقة وليس الاحترام.
في 18 ديسمبر 2001، تم توقيع قانون لرعاية مرضى حثل العضلات في الولايات المتحدة الأمريكية. يعدل قانون خدمات الصحة العامة لتوفير البحوث لمختلف الحثل العضلي. أنشأ هذا القانون أيضًا لجنة تنسيق الحثل العضلي للمساعدة في تركيز الجهود البحثية من خلال إستراتيجية بحثية متماسكة.

## روابط خارجية
- Muscular dystrophies على مشروع الدليل المفتوح
- National Registry for Myotonic Dystrophy and FSHD
- FSH Society for Fascioscapulohumeral muscular dystrophy (USA and Worldwide)
- FSHD Canada Foundation (CAN)
- FSHD Europe (EU)
- FSHD Global Research Foundation (Australia)
- FSHD Stichting (Netherlands)